# Edmund Randolph

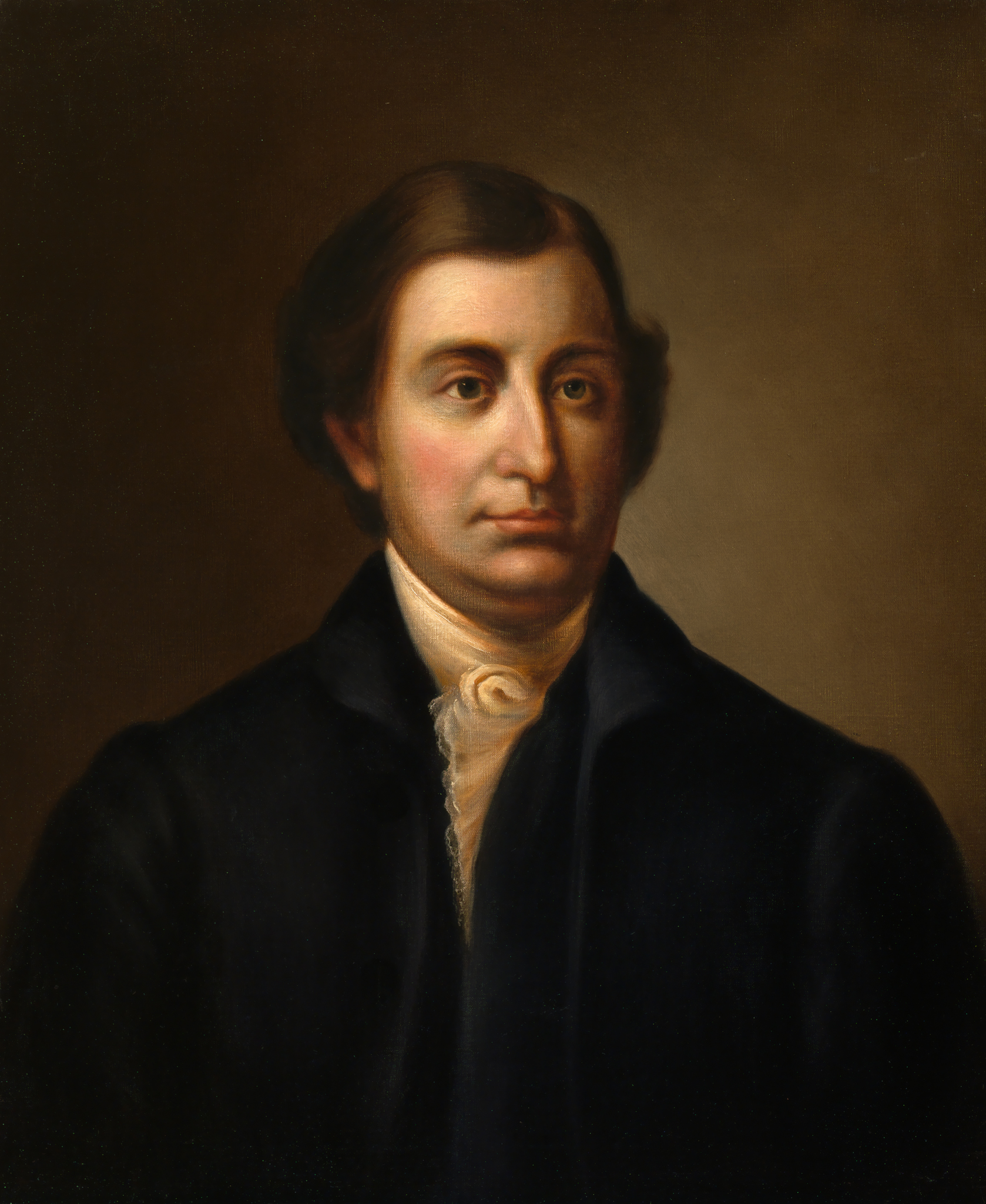
Edmund Randolph

Edmund Jenings Randolph (* 10. August 1753 in Williamsburg, Kolonie Virginia; † 12. September 1813 in Millwood, Clarke County, Virginia) war ein US-amerikanischer Jurist und Politiker. Er amtierte aufeinander folgend als Gouverneur von Virginia, United States Attorney General und Außenminister.

## Leben
Randolph war der Sohn einer prominenten Einwandererfamilie in Williamsburg. Seine Ausbildung zum Juristen bekam er am dortigen College of William and Mary. Nach erfolgreichem Abschluss seines Studiums arbeitete er in der Firma seines Vaters. 1775, mit Beginn der amerikanischen Revolution, kehrten die meisten Mitglieder der Familie Randolph zurück nach Großbritannien. Edmund hingegen ging zur Kontinentalarmee und kämpfte unter General George Washington.
Als sein Onkel Peyton Randolph starb, ging er als Verwalter der Ländereien zurück nach Virginia. Kurze Zeit später wurde er Bürgermeister von Williamsburg und der erste Generalstaatsanwalt (Attorney General) des neu gebildeten Bundesstaates Virginia. 1779 wurde er in den Kontinentalkongress gewählt, dem er bis 1782 angehörte. Seinen Bundesstaat vertrat er 1785 in der Mount Vernon Conference und 1786 in der Annapolis Convention. Während dieser Zeit betrieb er auch eine eigene Anwaltspraxis.
1786 wurde er zum Gouverneur von Virginia gewählt. 1789 ernannte ihn Präsident Washington zum ersten United States Attorney General. Vom 2. Januar 1794 bis 20. August 1795 war er US-Außenminister im Kabinett Washington. 
Als Außenminister opponierte er gegen den Jay-Vertrag mit dem Königreich Großbritannien und riet Washington ohne Erfolg dazu, das Abkommen nicht zu unterzeichnen. Im Jahr 1795 warf ihm der britische Botschafter George Hammond vor, Geheimnisse an den Gesandten Frankreichs verraten zu haben. Nachdem er dem Präsidenten gegenüber diesen Vorwurf vehement abgestritten hatte, trat er als Außenminister zurück.
Danach kehrte er nach Virginia zurück und arbeitete als niedergelassener Anwalt. Sein Nachfolger als Außenminister wurde Timothy Pickering. Randolph starb am 12. September 1813 auf dem Anwesen Carter Hall seines Freundes Oberstleutnant Nathaniel Burwell (1750–1814).